# صلصة جيفونيز
صلصة جينوفيز (بالإنجليزية:  Genovese sauce)‏ هي صلصة معكرونة دسمة قوامها البصل من منطقة كامبانيا الإيطالية.غالبا ما يكون أهل المنطقة قد أخذوا هذه الصلصة عن مدينة جنوة في شمال إيطاليا خلال عصر النهضة، ولكنها أصبحت حاليا شبه محصورة في منطقة كامبانيا. · . كما تتميز الصلصة بمدة تحضيرها الطويلة والتي تهدف لطهي البصل وإعطائه نكهة مميزة.

## التاريخ
على الرغم من اسمها، والذي يعني "على الطريقة الجنوية"، فإن صلصة جينوفيز هي صلصة المعكرونة الرئيسية في مدينة نابولي وجزء مهم من تاريخ مطبخها، بعد أن أدخلت إلى المدينة في القرنين الخامس عشر أو السادس عشر.
ويرجح أن تكون هذه الصلصة قد انتقلت مع المهاجرين أو التجار الجنويين، عندما كانت جنوة ونابولي من أهم موانئ إيطاليا . ويمكن أيضا أنها سميت على اسم مخترعها، لأن اسم «جينوفيز» هو اسم عائلة شائع على نطاق واسع في كامبانيا. وعلى جميع الأحوال، فإن هذه الصلصلة غير معروفة الآن خارج كامبانيا.